# Yumilka Ruiz
Yumilka Daisy Ruiz Luaces (Camagüey, 8 maggio 1978) è una pallavolista cubana, schiacciatrice nel Volejbol'nyj klub Uraločka.

## Palmarès

### Club
- Campionato russo: 1

2004-05
- Coppa Italia: 1

1999-00
- Coppa CEV: 1

1999-00

### Nazionale (competizioni minori)
- Giochi panamericani 2003
- Coppa panamericana 2005
- Montreux Volley Masters 2006
- Giochi centramericani e caraibici 2006
- Montreux Volley Masters 2007
- Giochi panamericani 2007
- Coppa panamericana 2007
- Montreux Volley Masters 2008

### Premi individuali
- 2002 - Campionato mondiale: Miglior realizzatrice
- 2003 - Campionato nordamericano: MVP
- 2004 - World Grand Prix: Miglior attaccante
- 2005 - Coppa panamericana: Miglior attaccante
- 2005 - Superliga: MVP